# Anakonda ciemna
Eunectes deschauenseei (anakonda ciemna) – gatunek węża z podrodziny boa (Boinae) w rodzinie dusicielowatych (Boidae).

## Zasięg występowania
Wąż ten zamieszkuje północną Brazylię (stany Amapá, Pará) i Gujanę Francuską; być może występuje też w Surinamie.

## Charakterystyka
Kolor jest zwykle oliwkowobrązowy, z dużymi owalnymi plamami w czarnym kolorze ułożonymi w dwóch rzędach wzdłuż grzbietu. Ten gatunek jest bardzo podobny do anakondy zielonej. Może mierzyć nawet 4 metry, a największa miała 5,5 metra.

## Pokarm
Anakonda ciemna żywi się małymi ssakami, ptakami oraz gadami. Poluje głównie nocą. Zabija swoje ofiary topiąc je lub dusząc w wodzie.